# Yigoga orientis
Yigoga orientis är en fjärilsart som beskrevs av Alphéraky 1882. Yigoga orientis ingår i släktet Yigoga och familjen nattflyn. Inga underarter finns listade i Catalogue of Life.

## Bildgalleri

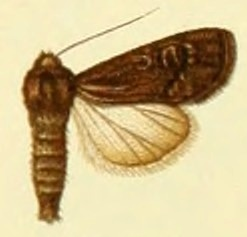
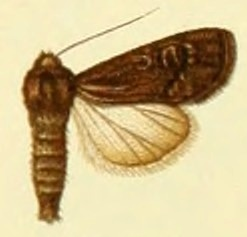